# Leo Michielsen (politicus)
Leo Michielsen (Kapellen, 23 juli 1911 - aldaar, 24 september 1997) was een Belgische hoogleraar, bestuurder en politicus voor de KPB.

## Levensloop
Michielsen liep school aan het Koninklijk Atheneum Antwerpen en studeerde vervolgens geschiedenis aan de Rijksuniversiteit Gent, alwaar hij in 1936 promoveerde.
In 1940 werd hij lid van de Kommunistische Partij van België (KPB). Hij was tijdens de Tweede Wereldoorlog lid van het verzet, en betrokken bij de verspreiding van communistische sluikpers. Michielsen werd wegens zijn verzetsactiviteiten tijdens de oorlog een jaar opgesloten in Buchenwald.
Michielsen was lid van het Centraal Comité van de KPB van 1954 tot 1958. Hij bleef lid van de KPB tot 1983, maar begon zijn geloof in de partij reeds te verliezen in de jaren '60.
Na de oorlog was Michielsen leraar geschiedenis aan het Atheneum van Antwerpen. Van 1969 tot 1978 hoogleraar was aan de Vrije Universiteit Brussel.
Michielsen was in 1971 met Jef Turf, Jan Debrouwere en Mark Braet een van de oprichters van het Masereelfonds, waarvan hij de eerste voorzitter werd.